# Јамама
Јамама је место које се налази северно Маракеша у његовом суседству у региону Маракеш-Тенсифт-Ел Хауз у Мароку.Спада у окружење Гуелиз.